# Ofredsår
Ofredsår är en bok skriven av Peter Englund från 1993. 
Boken är en fallstudie av Sveriges del i det Trettioåriga kriget, och i boken får läsaren följa Erik Dahlbergh från hans födelse år 1625 fram till krigsslutet 1648 och Karl X Gustavs trontillträde efter drottning Kristinas abdikation 1654. Boken skildrar hur Sverige blev en stormakt, men också händelser i flera andra europeiska länder och Sveriges kolonier i Nordamerika och Afrika. Utöver de stora händelserna skildras även 1600-talets vardagsliv. 
Boken är första delen i trilogin Om den svenska stormaktstiden och en man i dess mitt där den andra delen heter Den oövervinnerlige och utkom år 2000. Den sista delen har ännu inte utkommit. 
Boken har bland annat översatts till tyska, finska, tjeckiska, norska och polska.
Den brittiske 1600-talshistorikern Robert I. Frost(en) har hävdat att vad avser Polens historia innehåller boken så många grundläggande misstag att det är meningslöst att räkna upp alla.